# Jesenovec (priimek)
Jesenovec je priimek v Sloveniji, ki ga je po podatkih Statističnega urada Republike Slovenije na dan 1. januarja 2010  uporabljalo 257 oseb.

## Znani nosilci priimka
- Ana Jesenovec ("Književnost na maturi")
- Bojan Jesenovec, kolesar
- Damjan Jesenovec, restavrator pohištva v NMS
- Eva Jesenovec (*1992), igralka
- France Jesenovec (1906—1984), jezikoslovec, literarni zgod., gimn. profesor
- Marijan Jesenovec, slikar
- Mojca Jesenovec, prevajalka, lektorica slov.
- Niko Jesenovec (1928—1993), farmacevt, klinični biokemik, univ. prof.
- Sandi (Aleksander) Jesenovec (1926—2013), fotograf
- Stanislav Jesenovec, hidrolog, hudourničar, publicist